# Egeone
Egeone  (Iliade 1.403-404) è il dio greco delle mareggiate. Ha combattuto nella battaglia tra Titani e dei dalla parte di Crono, a differenza di Oceano che non si è schierato da nessuna delle due parti. È nato da Gea (madre) e Ponto (padre). Ha un fratello di nome Nereo. È padre di Melite.